# Ruby (Carolina do Sul)
Ruby é uma cidade  localizada no estado norte-americano de Carolina do Sul, no Condado de Chesterfield.

## Demografia
Segundo o censo norte-americano de 2000, a sua população era de 348 habitantes.
Em 2006, foi estimada uma população de 344, um decréscimo de 4 (-1.1%).

## Geografia
De acordo com o United States Census Bureau tem uma área de
8,1 km², dos quais 8,0 km² cobertos por terra e 0,1 km² cobertos por água. Ruby localiza-se a aproximadamente 115 m acima do nível do mar.

## Localidades na vizinhança
O diagrama seguinte representa as localidades num raio de 24 km ao redor de Ruby.